# Something About Water
Something About Water ist ein Musikalbum von Satoko Fujii Featuring Paul Bley. Die zwischen dem 1. Dezember 1994 und 23. Februar 1995 in den Emerald City Studios in Boston entstandenen Aufnahmen erschienen 1996 auf Libra Records.

## Hintergrund

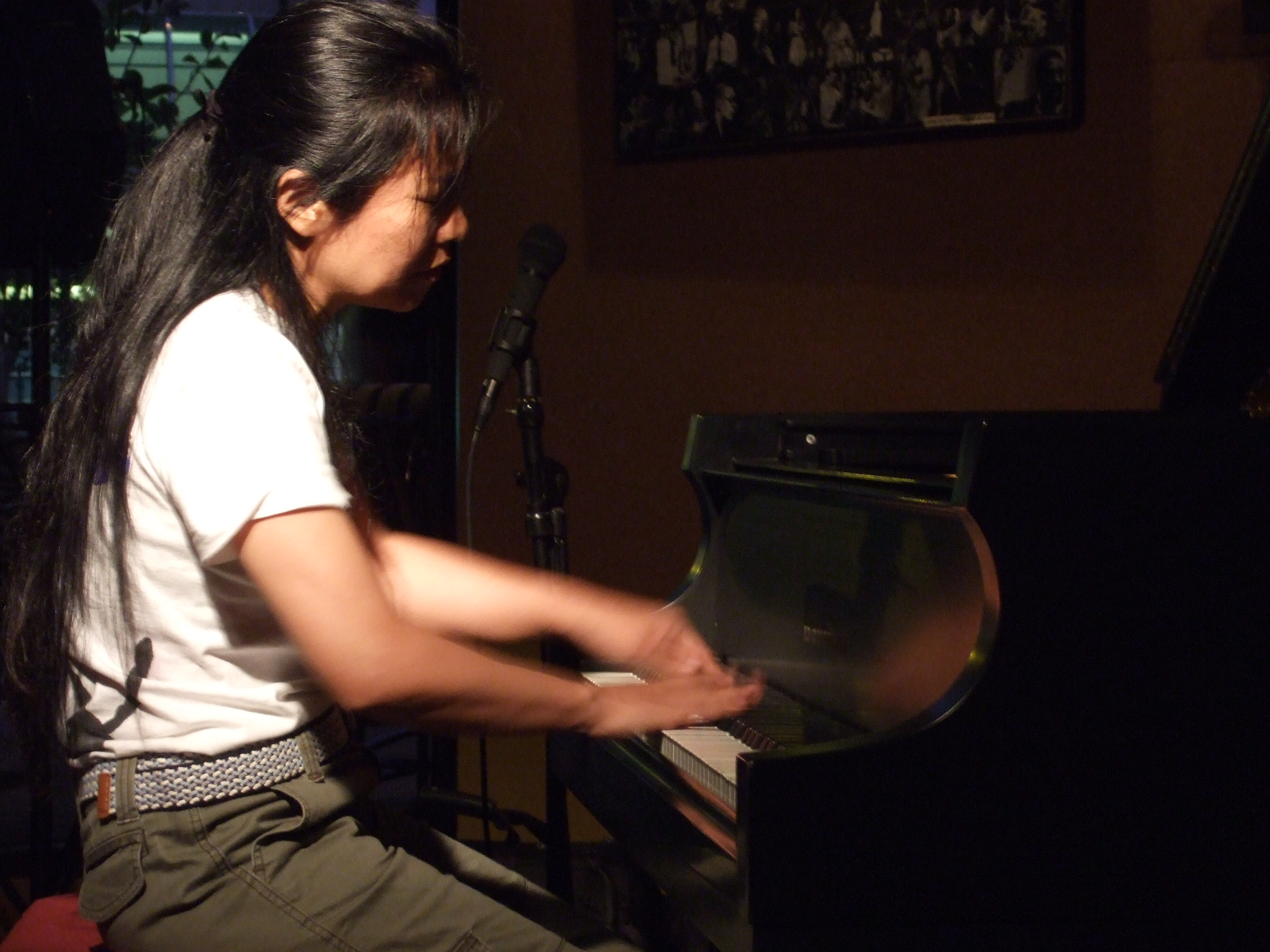
Satoko Fujii (2008)

Der Pianist Paul Bley war einer der Lehrer der Pianistin Satoko Fujii am New England Conservatory of Music, das sie 1993 mit einem Stipendium besuchte. Nach Abschluss ihres Diploms in Jazz Performance nahm sie das Album Something About Water auf, bei dem Bley auf acht der elf frei improvisierten Stücke mit ihr spielt.
Nach Angaben von Fujii gingen sie und Bley ins Studio, ohne sich vor oder zwischen den Aufnahmen der einzelnen Stücke abzusprechen. Die Titel wurden später hinzugefügt und spiegeln somit Fujiis Reaktionen auf die Improvisationen selbst und ihr Leben zu diesem Zeitpunkt wider. So beschreiben die Motive von Wasser, Tauwetter und Frühling die Musik, die ihrerseits das Ergebnis der direkten Verbindung ist, die Fujii zu ihrer Musik und auch zwischen ihr und Bley hat, notierte Budd Kopman.

## Titelliste
- Satoko Fujii / Paul Bley: Something About Water (Libra Records 202-002)[2]

1. Satoko Fujii / Paul Bley – Something About Water 2:50
2. Satoko Fujii / Paul Bley – Stream 4:11
3. Satoko Fujii / Paul Bley – The Surface Of It 5:12
4. Satoko Fujii / Paul Bley – Thought About Spring 4:11
5. Satoko Fujii / Paul Bley – Shadow 6:43
6. Satoko Fujii / Paul Bley – Light 2:06
7. Satoko Fujii / Paul Bley – Thawings 6:25
8. Satoko Fujii / Paul Bley – Strings 7:49
9. Satoko Fujii – Waiting 5:47
10. Satoko Fujii – Yad Nus 2:44
11. Satoko Fujii – Lake 3:05

## Rezeption
Obwohl die Veröffentlichung als Fujiis Debütalbum gelten kann, sei diese ein vollkommen ausgereiftes Werk, in dem Lehrer und Schüler gleichberechtigt interagieren – so sehr, dass es unmöglich sei zu sagen, wer welchen Part spielt oder wessen Klavier auf einem bestimmten Stück links oder rechts steht, schrieb Budd Kopman in All About Jazz. Selbst wenn die Parts klar abgegrenzt seien, würde sich die Stimme ständig verschieben, die wie die führende klinge. Die physische Einheit des Klangs sei gewollt und werde durch die Art und Weise erreicht, wie das Album gemischt wurde, und spiegle die Einheit des Geistes wider, die die Session durchdrang.
Diese Session klinge völlig natürlich, da im Verlauf der eine oder andere Spieler eine Idee hat, die dann aufgegriffen und weiterentwickelt würde, so Kopman weiter. Die Musik sei abstrakt, da Puls, Harmonie und Melodie fehlen. Dadurch würden Momente hervorstechen, in denen der eine oder andere Aspekt deutlich werde, wie in „Thought about Spring“ oder „Strings“. Das Gefühl von Kontrolle in dieser Freiheit sei jedoch so stark, dass es verblüfft. Spannung entstehe durch Dissonanz und linearen Konflikt, der sich dann so natürlich auflöst, dass er wie vorkomponiert wirke.
Thom Jurek verlieh dem Album in Allmusic viereinhalb Sterne und lobte, Sakoto Fujis Album mit Solos und vierhändigen Duetten mit Paul Bley sei vielleicht eine der beeindruckendsten Improvisations-Klavieraufnahmen der 1990er Jahre. Fujis Stil, geprägt von raffiniertem Maximalismus und scharfen, kantigen Klangerweiterungen, würde in starkem Kontrast zu Bleys resonantem, weitläufigem Pointillismus stehen. Und vielleicht funktioniere es gerade deshalb so gut. Während Bley in den meisten dieser Werke in den mittleren und unteren Registern schwebt, würde Fuji sorgfältig eine mikrotonale Abfolge von gruppierten Läufen erschaffen, die aus Legato-Phrasierungen und schimmerndem Glissandi bestünden. Sie lasse auch die Akkorde im oberen Register klanglich mit Bleys kantigen Bassmustern mitschwingen. Diese Akkorde sein selten schrill, aber ergreifend, voller Ecken und Kanten und scharfer Wendungen entlang der Tonleiter. Bley seinerseits versuche, den Raum zu definieren und ihn klanglich einzugrenzen, damit Fuji mehr Raum für ihre Erkundungen habe. Und dies habe funktioniert.